# Halls of Montezuma (film)
Halls of Montezuma is een Amerikaanse oorlogsfilm van Lewis Milestone die werd uitgebracht in 1951.
De film heeft de Slag om Okinawa als historische achtergrond, een slag in de Stille Oceaan die gekenmerkt werd door hevige gevechten tussen de Amerikaanse en de Japanse troepen.

## Verhaal
Aan het einde van de Tweede Wereldoorlog zijn de Asmogendheden in Europa zo goed als verslagen. Japan blijft de strijd echter voortzetten tegen de Geallieerden. Om strategische redenen besluit de Amerikaanse legerstaf de Okinawa-eilanden in te nemen. Omdat er al te veel slachtoffers gevallen zijn moet een troep mariniers dringend de lanceerplatformen van de Japanse raketten vinden en vernietigen. 
Luitenant Anderson, een leraar in het burgerlijk leven, moet de opdracht uitvoeren. Hij is een oorlogsveteraan geworden die zijn peloton geleidelijk heeft zien uitdunnen. Nu moet hij pillen slikken om zijn psychologische migraineaanvallen af te weren. Hoewel de legerarts hem het liefst naar huis wil terugsturen voor behandeling, zullen Anderson en zijn mannen tot het uiterste gaan om hun doel te bereiken. 

## Rolverdeling
| Acteur            | Personage                   |
| ----------------- | --------------------------- |
| Richard Widmark   | luitenant Anderson          |
| Jack Palance      | Pigeon Lane                 |
| Reginald Gardiner | sergeant Randolf Johnson    |
| Robert Wagner     | Coffman                     |
| Karl Malden       | Doc                         |
| Bert Freed        | Slattery                    |
| Jack Webb         | sergeant Dickerman          |
| Richard Boone     | luitenant-kolonel Gilfillan |
| Neville Brand     | sergeant Zelenko            |
| Martin Milner     | Whitney                     |
| Skip Homeier      | Pretty Boy                  |